# Drei Eichen Verlag
Der Drei Eichen Verlag (früher Drei-Eichen-Verlag AG) ist ein unabhängiger Fach- und Sachbuchverlag mit Sitz in Hammelburg (Unterfranken). Sein Inhaber ist seit 1980 Manuel Kissener.

## Geschichte
Der Verlag wurde am 1. März 1931 von Ludwig Jordan als Verlag für schöngeistige Literatur in Radebeul bei Dresden gegründet. 1938 wurde Jordan die Fortsetzung seiner Arbeit aufgrund der im Widerspruch mit den Nationalsozialisten stehenden Programmstruktur des Verlages untersagt. Der spätere Inhaber Hermann Kissener (* 5. Januar 1915 in Alsdorf; † 1989) gab als gottgläubiger
Schriftsteller seine ersten Bücher bereits vor dem Zweiten Weltkrieg bei Jordan heraus, verlor jedoch durch Kriegs- und Nachkriegswirren den Kontakt zu Jordan. Dieser kam erst wieder zustande, als Kissener seine Bücher in dem von ihm 1947 gegründeten Saturn-Verlag in München herausgab. Kissener war ab 1951 auch Herausgeber und Schriftleiter der Zeitschrift Zu freien Ufern.
1949 erwarb Hermann Kissener den Namen Drei Eichen Verlag von Jordan, der selbst keine Kraft zu einem Neuanfang hatte. Er führte den Verlag bis 1980 in München. 1971 gründete Kissener im schweizerischen Engelberg (Obwalden) eine Niederlassung seines Verlags als Aktiengesellschaft (Drei-Eichen-Verlag AG), die bis 1983 bestand und als dessen Vizepräsident Kissener auch fungierte. 1946 hatte Kissener Gabriele Isslinger geheiratet, mit der er drei Kinder hatte. Der Sohn Manuel, der bereits seit 1974 im Drei Eichen Verlag mitarbeitete, übernahm am 1. Januar 1980 die Geschäfte des Münchner Verlages, die er ab 1981 auch als Interimsverleger der Niederlassung in der Schweiz, bis zu deren Schließung 1983, fortführte.
1987 verlegte der jetzige Verleger den Sitz von München nach Ergolding (bei Landshut in Niederbayern). Aufgrund diverser Unstimmigkeiten mit der Gemeinde Ergolding suchte er 1994 noch einmal ein neues Domizil für den Verlag, das er in Hammelburg fand.

## Programm
Das Verlagsprogramm unterteilt sich in mehrere Themen:
- Bewusstseinsbildung mit Margarete Friebe als Hauptautorin. Ihre Werke beinhalten Themen wie die persönliche Entwicklung und Entfaltung. Hauptwerke: Das Alpha-Training, Das Omega-Training, Geh durchs Tor, Miranda, Ganzheitliche Kindererziehung sowie Vom Kopf zum Herzen (Band 1 und 2).
- Lebenshilfe/Ratgeber mit Autoren wie Karl Otto Schmidt, John (Pseudonym) und Edmond Székely;
- Östliche Weisheiten (Yoga – fernöstliche Weisheitslehren); Autoren: Henry Borel, Zhuangzi, Manuel Kissener, Lao-Tse, Mario Mantese, Mata Satyamayi (hauptsächlich durch die Übersetzungen von Werken Ramana Maharshis bekannt), Hari Prasad Shastri.
- Tod und Jenseits: Die wichtigsten Autoren in diesem Programmsegment waren und sind Stefan von Jankovich, Manuel Kissener, Robert James Lees, Hildegard Schäfer und Karl Otto Schmidt.
- Spirituelle Erzählungen und Romane: Hier wurden Romane und Erzählungen von Franz Binder, Shanto Brockmann ebenso publiziert wie die romanhafte Darstellung des Lebens und Werks von Apollonius von Tyana von Maria Schneider. Weitere Verfasser: Peter Loibl, Manfred Kyber, Jens-J. Schlegel.